# Jimmy Young (Sänger)
Sir Jimmy Young (eigentlich Leslie Ronald Young; * 21. September 1921 in Cinderford, Gloucestershire, England; † 7. November 2016) war ein britischer Discjockey und Hörfunkmoderator. In den 1950er Jahren war er ein erfolgreicher Popsänger.

## Popsänger
Jimmy Young wurde 1950 von Polygon Records unter Vertrag genommen und wurde neben der jungen Petula Clark einer der zwei Stars auf dem damals neuen Label.
Er brachte zahlreiche Schallplatten auf Polygon heraus, deren musikalische Leitung in den Händen von Ron Goodwin lag. Die bekannteste wurde (zu einer Zeit, als es in Großbritannien noch keine Singles-Hitparade gab) Too Young (1951), die Coverversion eines US-Hits von Nat King Cole. Im gleichen Jahr nahm er auch zwei Duette mit Petula Clark auf, Mariandl und Broken Heart.
1952 warb ihn der Schallplattenriese Decca ab, und es begann eine Reihe von großen Hits für Young. Mit Eternally, Chain Gang und More (ein weiteres Cole-Cover) kam er in die Top Ten. Sein erfolgreichstes Jahr war unzweifelhaft 1955 – sowohl Unchained Melody (Cover des Songs aus dem Film Unchained, dt. Escape – Die Flucht) als auch The Man from Laramie (aus dem Film Der Mann aus Laramie) avancierten zu einem Nummer-eins-Hit in den britischen Charts.

## Radiomoderator
Auch in den 1960er Jahren nahm Young noch Platten auf; doch inzwischen hatte er eine andere Bestimmung gefunden: Er ging zur BBC und wurde einer der ersten Discjockeys bei BBC Radio 1. Dort präsentierte er von 1967 bis 1973 das Vormittagsprogramm. 1973 wechselte er zu Radio 2, wo er seine Sendung The JY Prog präsentierte, eine Mischung aus Politik, Talk und Musik. 2002 zog er sich ins Privatleben zurück.
Am 27. Juni 2002 wurde Jimmy Young zum Knight Bachelor („Sir“) geschlagen.